# Eohric
Eohric (mort en décembre 902) est un roi danois d'Est-Anglie de la fin du IXe siècle.

## Biographie
La Chronique anglo-saxonne ne rapporte que les circonstances de la mort d'Eohric. Il apporte son soutien au prétendant Æthelwold contre son cousin, le roi du Wessex Édouard l'Ancien, et leurs troupes envahissent son royaume. Édouard conduit une armée en Est-Anglie, mais les troupes d'Æthelwold lui tombent dessus alors qu'il bat en retraite. La bataille du Holme se solde par une victoire danoise, mais Eohric et Æthelwold sont tués pendant l'affrontement.